# Códigos dos países (S)
- A
- B
- C
- D–E
- F
- G
- H–I
- J–K
- L
- M
- N
- O–Q
- R
- S
- T
- U–Z

## São Bartolomeu
| ISO 3166-1 numérico 652       | ISO 3166-1 alfa-3 BLM  | ISO 3166-1 alfa-2 BL              | ICAO cod aeroporto prefixo(s) TF  |
| E.164 cód tel(s) +590         | COI cód país —         | TLD cod país .bl                  | ICAO aeronave regis. prefixo(s) — |
| E.212 Mobile código país(s) — | OTAN Cód três-letras — | OTAN Cód duas-letras (obsoleto) — | LOC MARC código(s) —              |
| ITU Marítima ID (s) —         | ITU código de letras — | FIPS código de país(es) TB        | Licença código chapa —            |
| GS1 GTIN prefixo(s) —         | UNDP códigos de país — | WMO códigos de país S2            | ITU prefixos indicativo —         |

## Santa Helena, Ascensão e Tristão da Cunha
| ISO 3166-1 numérico 654       | ISO 3166-1 alfa-3 SHN    | ISO 3166-1 alfa-2 SH              | ICAO cod aeroporto prefixo(s) FH  |
| E.164 cód tel(s) +290         | COI cód país —           | TLD cod país .sh                  | ICAO aeronave regis. prefixo(s) — |
| E.212 Mobile código país(s) — | OTAN Cód três-letras —   | OTAN Cód duas-letras (obsoleto) — | LOC MARC código(s) XJ             |
| ITU Marítima ID (s) —         | ITU código de letras SHN | FIPS código de país(es) SH        | Licença código chapa —            |
| GS1 GTIN prefixo(s) —         | UNDP códigos de país STH | WMO códigos de país HE            | ITU prefixos indicativo —         |

## São Cristóvão e Neves
| ISO 3166-1 numérico 659         | ISO 3166-1 alfa-3 KNA    | ISO 3166-1 alfa-2 KN              | ICAO cod aeroporto prefixo(s) TK      |
| E.164 cód tel(s) +1 869         | COI cód país —           | TLD cod país .kn                  | ICAO aeronave regis. prefixo(s) —     |
| E.212 Mobile código país(s) 356 | OTAN Cód três-letras —   | OTAN Cód duas-letras (obsoleto) — | LOC MARC código(s) XD                 |
| ITU Marítima ID (s) —           | ITU código de letras SCN | FIPS código de país(es) SC        | Licença código chapa KAN (unofficial) |
| GS1 GTIN prefixo(s) —           | UNDP códigos de país STK | WMO códigos de país AT            | ITU prefixos indicativo V4A-V4Z       |

## Santa Lúcia
| ISO 3166-1 numérico 662         | ISO 3166-1 alfa-3 LCA    | ISO 3166-1 alfa-2 LC              | ICAO cod aeroporto prefixo(s) TL  |
| E.164 cód tel(s) +1 758         | COI cód país —           | TLD cod país .lc                  | ICAO aeronave regis. prefixo(s) — |
| E.212 Mobile código país(s) 358 | OTAN Cód três-letras —   | OTAN Cód duas-letras (obsoleto) — | LOC MARC código(s) XK             |
| ITU Marítima ID (s) —           | ITU código de letras LCA | FIPS código de país(es) ST        | Licença código chapa WL           |
| GS1 GTIN prefixo(s) —           | UNDP códigos de país STL | WMO códigos de país LC            | ITU prefixos indicativo J6A-J6Z   |

## São Martinho
| ISO 3166-1 numérico 663       | ISO 3166-1 alfa-3 MAF  | ISO 3166-1 alfa-2 MF              | ICAO cod aeroporto prefixo(s) TF  |
| E.164 cód tel(s) +590         | COI cód país —         | TLD cod país .mf                  | ICAO aeronave regis. prefixo(s) — |
| E.212 Mobile código país(s) — | OTAN Cód três-letras — | OTAN Cód duas-letras (obsoleto) — | LOC MARC código(s) —              |
| ITU Marítima ID (s) —         | ITU código de letras — | FIPS código de país(es) RN        | Licença código chapa F            |
| GS1 GTIN prefixo(s) —         | UNDP códigos de país — | WMO códigos de país —             | ITU prefixos indicativo —         |

## São Pedro e Miquelão
| ISO 3166-1 numérico 666         | ISO 3166-1 alfa-3 SPM        | ISO 3166-1 alfa-2 PM              | ICAO cod aeroporto prefixo(s) LF  |
| E.164 cód tel(s) +508           | COI cód país —               | TLD cod país .pm                  | ICAO aeronave regis. prefixo(s) — |
| E.212 Mobile código país(s) 308 | OTAN Cód três-letras —       | OTAN Cód duas-letras (obsoleto) — | LOC MARC código(s) XL             |
| ITU Marítima ID (s) —           | ITU código de letras SPM     | FIPS código de país(es) SB        | Licença código chapa F            |
| GS1 GTIN prefixo(s) —           | UNDP códigos de país FOS (?) | WMO códigos de país FP            | ITU prefixos indicativo —         |

## São Vicente e Granadinas
| ISO 3166-1 numérico 670         | ISO 3166-1 alfa-3 VCT    | ISO 3166-1 alfa-2 VC              | ICAO cod aeroporto prefixo(s) TV  |
| E.164 cód tel(s) +1 784         | COI cód país —           | TLD cod país .vc                  | ICAO aeronave regis. prefixo(s) — |
| E.212 Mobile código país(s) 360 | OTAN Cód três-letras —   | OTAN Cód duas-letras (obsoleto) — | LOC MARC código(s) XM             |
| ITU Marítima ID (s) —           | ITU código de letras VCT | FIPS código de país(es) VC        | Licença código chapa WV           |
| GS1 GTIN prefixo(s) —           | UNDP códigos de país STV | WMO códigos de país VG            | ITU prefixos indicativo J8A-J8Z   |

## Samoa
| ISO 3166-1 numérico 882         | ISO 3166-1 alfa-3 WSM    | ISO 3166-1 alfa-2 WS              | ICAO cod aeroporto prefixo(s) NS  |
| E.164 cód tel(s) +685           | COI cód país —           | TLD cod país .ws                  | ICAO aeronave regis. prefixo(s) — |
| E.212 Mobile código país(s) 549 | OTAN Cód três-letras —   | OTAN Cód duas-letras (obsoleto) — | LOC MARC código(s) WS             |
| ITU Marítima ID (s) —           | ITU código de letras SMO | FIPS código de país(es) WS        | Licença código chapa WS           |
| GS1 GTIN prefixo(s) —           | UNDP códigos de país SAM | WMO códigos de país ZM            | ITU prefixos indicativo 5WA-5WZ   |

† O código também é atribuído a Samoa Americana

## San Marino
| ISO 3166-1 numérico 674         | ISO 3166-1 alfa-3 SMR    | ISO 3166-1 alfa-2 SM              | ICAO cod aeroporto prefixo(s) —   |
| E.164 cód tel(s) +378           | COI cód país —           | TLD cod país .sm                  | ICAO aeronave regis. prefixo(s) — |
| E.212 Mobile código país(s) 292 | OTAN Cód três-letras —   | OTAN Cód duas-letras (obsoleto) — | LOC MARC código(s) SM             |
| ITU Marítima ID (s) —           | ITU código de letras SMR | FIPS código de país(es) SM        | Licença código chapa RSM          |
| GS1 GTIN prefixo(s) —           | UNDP códigos de país SNM | WMO códigos de país —             | ITU prefixos indicativo T7A-T7Z   |

## São Tomé e Príncipe
| ISO 3166-1 numérico 678         | ISO 3166-1 alfa-3 STP    | ISO 3166-1 alfa-2 ST              | ICAO cod aeroporto prefixo(s) FP      |
| E.164 cód tel(s) +239           | COI cód país —           | TLD cod país .st                  | ICAO aeronave regis. prefixo(s) —     |
| E.212 Mobile código país(s) 626 | OTAN Cód três-letras —   | OTAN Cód duas-letras (obsoleto) — | LOC MARC código(s) SF                 |
| ITU Marítima ID (s) —           | ITU código de letras STP | FIPS código de país(es) TP        | Licença código chapa STP (unofficial) |
| GS1 GTIN prefixo(s) —           | UNDP códigos de país STP | WMO códigos de país TP            | ITU prefixos indicativo S9A-S9Z       |

## Arábia Saudita
| ISO 3166-1 numérico 682         | ISO 3166-1 alfa-3 SAU    | ISO 3166-1 alfa-2 SA              | ICAO cod aeroporto prefixo(s) OE                |
| E.164 cód tel(s) +966           | COI cód país —           | TLD cod país .sa                  | ICAO aeronave regis. prefixo(s) —               |
| E.212 Mobile código país(s) 420 | OTAN Cód três-letras —   | OTAN Cód duas-letras (obsoleto) — | LOC MARC código(s) SU                           |
| ITU Marítima ID (s) —           | ITU código de letras ARS | FIPS código de país(es) SA        | Licença código chapa SA                         |
| GS1 GTIN prefixo(s) 628         | UNDP códigos de país SAU | WMO códigos de país SD            | ITU prefixos indicativo 7ZA-7ZZ,8ZA-8ZZ,HZA-HZZ |

## Senegal
| ISO 3166-1 numérico 686         | ISO 3166-1 alfa-3 SEN    | ISO 3166-1 alfa-2 SN              | ICAO cod aeroporto prefixo(s) GO  |
| E.164 cód tel(s) +221           | COI cód país —           | TLD cod país .sn                  | ICAO aeronave regis. prefixo(s) — |
| E.212 Mobile código país(s) 608 | OTAN Cód três-letras —   | OTAN Cód duas-letras (obsoleto) — | LOC MARC código(s) SG             |
| ITU Marítima ID (s) —           | ITU código de letras SEN | FIPS código de país(es) SG        | Licença código chapa SN           |
| GS1 GTIN prefixo(s) —           | UNDP códigos de país SEN | WMO códigos de país SG            | ITU prefixos indicativo 6VA-6WZ   |

## Sérvia
| ISO 3166-1 numérico 688         | ISO 3166-1 alfa-3 SRB    | ISO 3166-1 alfa-2 RS              | ICAO cod aeroporto prefixo(s) LY  |
| E.164 cód tel(s) +381           | COI cód país —           | TLD cod país .rs                  | ICAO aeronave regis. prefixo(s) — |
| E.212 Mobile código país(s) 220 | OTAN Cód três-letras —   | OTAN Cód duas-letras (obsoleto) — | LOC MARC código(s) —              |
| ITU Marítima ID (s) —           | ITU código de letras SRB | FIPS código de país(es) RB        | Licença código chapa SRB          |
| GS1 GTIN prefixo(s) —           | UNDP códigos de país —   | WMO códigos de país RB            | ITU prefixos indicativo YTA-YUZ   |

## Seicheles
| ISO 3166-1 numérico 690         | ISO 3166-1 alfa-3 SYC    | ISO 3166-1 alfa-2 SC              | ICAO cod aeroporto prefixo(s) FS  |
| E.164 cód tel(s) +248           | COI cód país —           | TLD cod país .sc                  | ICAO aeronave regis. prefixo(s) — |
| E.212 Mobile código país(s) 633 | OTAN Cód três-letras —   | OTAN Cód duas-letras (obsoleto) — | LOC MARC código(s) SE             |
| ITU Marítima ID (s) —           | ITU código de letras SEY | FIPS código de país(es) SE        | Licença código chapa SY           |
| GS1 GTIN prefixo(s) —           | UNDP códigos de país SEY | WMO códigos de país SC            | ITU prefixos indicativo S7A-S7Z   |

## Serra Leoa
| ISO 3166-1 numérico 694         | ISO 3166-1 alfa-3 SLE    | ISO 3166-1 alfa-2 SL              | ICAO cod aeroporto prefixo(s) GF  |
| E.164 cód tel(s) +232           | COI cód país —           | TLD cod país .sl                  | ICAO aeronave regis. prefixo(s) — |
| E.212 Mobile código país(s) 619 | OTAN Cód três-letras —   | OTAN Cód duas-letras (obsoleto) — | LOC MARC código(s) SL             |
| ITU Marítima ID (s) —           | ITU código de letras SRL | FIPS código de país(es) SL        | Licença código chapa WAL          |
| GS1 GTIN prefixo(s) —           | UNDP códigos de país SIL | WMO códigos de país SL            | ITU prefixos indicativo 9LA-9LZ   |

## Singapura
| ISO 3166-1 numérico 702         | ISO 3166-1 alfa-3 SGP    | ISO 3166-1 alfa-2 SG              | ICAO cod aeroporto prefixo(s) WS         |
| E.164 cód tel(s) +65            | COI cód país —           | TLD cod país .sg                  | ICAO aeronave regis. prefixo(s) —        |
| E.212 Mobile código país(s) 525 | OTAN Cód três-letras —   | OTAN Cód duas-letras (obsoleto) — | LOC MARC código(s) SI                    |
| ITU Marítima ID (s) —           | ITU código de letras SNG | FIPS código de país(es) SN        | Licença código chapa SGP                 |
| GS1 GTIN prefixo(s) 888         | UNDP códigos de país SIN | WMO códigos de país SR            | ITU prefixos indicativo 9VA-9VZ, S6A-S6Z |

## São Martinho
| ISO 3166-1 numérico 534       | ISO 3166-1 alfa-3 SXM  | ISO 3166-1 alfa-2 SX              | ICAO cod aeroporto prefixo(s) TN  |
| E.164 cód tel(s) +1 721       | COI cód país —         | TLD cod país .sx                  | ICAO aeronave regis. prefixo(s) — |
| E.212 Mobile código país(s) — | OTAN Cód três-letras — | OTAN Cód duas-letras (obsoleto) — | LOC MARC código(s) —              |
| ITU Marítima ID (s) —         | ITU código de letras — | FIPS código de país(es) NN        | Licença código chapa —            |
| GS1 GTIN prefixo(s) —         | UNDP códigos de país — | WMO códigos de país —             | ITU prefixos indicativo PJA-PJZ   |

## Eslováquia
| ISO 3166-1 numérico 703         | ISO 3166-1 alfa-3 SVK    | ISO 3166-1 alfa-2 SK              | ICAO cod aeroporto prefixo(s) LZ  |
| E.164 cód tel(s) +421           | COI cód país —           | TLD cod país .sk                  | ICAO aeronave regis. prefixo(s) — |
| E.212 Mobile código país(s) 231 | OTAN Cód três-letras —   | OTAN Cód duas-letras (obsoleto) — | LOC MARC código(s) XO             |
| ITU Marítima ID (s) —           | ITU código de letras SVK | FIPS código de país(es) LO        | Licença código chapa SK           |
| GS1 GTIN prefixo(s) 858         | UNDP códigos de país SLO | WMO códigos de país SQ            | ITU prefixos indicativo OMA-OMZ   |

## Eslovênia
| ISO 3166-1 numérico 705         | ISO 3166-1 alfa-3 SVN    | ISO 3166-1 alfa-2 SI              | ICAO cod aeroporto prefixo(s) LJ  |
| E.164 cód tel(s) +386           | COI cód país —           | TLD cod país .si                  | ICAO aeronave regis. prefixo(s) — |
| E.212 Mobile código país(s) 293 | OTAN Cód três-letras —   | OTAN Cód duas-letras (obsoleto) — | LOC MARC código(s) XV             |
| ITU Marítima ID (s) —           | ITU código de letras SVN | FIPS código de país(es) SI        | Licença código chapa SLO          |
| GS1 GTIN prefixo(s) 383         | UNDP códigos de país SVN | WMO códigos de país LJ            | ITU prefixos indicativo S5A-S5Z   |

## Ilhas Salomão
| ISO 3166-1 numérico 090         | ISO 3166-1 alfa-3 SLB    | ISO 3166-1 alfa-2 SB              | ICAO cod aeroporto prefixo(s) AG      |
| E.164 cód tel(s) +677           | COI cód país —           | TLD cod país .sb                  | ICAO aeronave regis. prefixo(s) —     |
| E.212 Mobile código país(s) 540 | OTAN Cód três-letras —   | OTAN Cód duas-letras (obsoleto) — | LOC MARC código(s) BP                 |
| ITU Marítima ID (s) —           | ITU código de letras SLM | FIPS código de país(es) BP        | Licença código chapa SOL (unofficial) |
| GS1 GTIN prefixo(s) —           | UNDP códigos de país SOI | WMO códigos de país SO            | ITU prefixos indicativo H4A-H4Z       |

## Somália
| ISO 3166-1 numérico 706         | ISO 3166-1 alfa-3 SOM    | ISO 3166-1 alfa-2 SO              | ICAO cod aeroporto prefixo(s) HC         |
| E.164 cód tel(s) +252           | COI cód país —           | TLD cod país .so                  | ICAO aeronave regis. prefixo(s) —        |
| E.212 Mobile código país(s) 637 | OTAN Cód três-letras —   | OTAN Cód duas-letras (obsoleto) — | LOC MARC código(s) SO                    |
| ITU Marítima ID (s) —           | ITU código de letras SOM | FIPS código de país(es) SO        | Licença código chapa SO                  |
| GS1 GTIN prefixo(s) —           | UNDP códigos de país SOM | WMO códigos de país SI            | ITU prefixos indicativo 6OA-6OZ, T5A-T5Z |

## África do Sul
| ISO 3166-1 numérico 710         | ISO 3166-1 alfa-3 ZAF    | ISO 3166-1 alfa-2 ZA              | ICAO cod aeroporto prefixo(s) FA         |
| E.164 cód tel(s) +27            | COI cód país —           | TLD cod país .za                  | ICAO aeronave regis. prefixo(s) —        |
| E.212 Mobile código país(s) 655 | OTAN Cód três-letras —   | OTAN Cód duas-letras (obsoleto) — | LOC MARC código(s) SA                    |
| ITU Marítima ID (s) —           | ITU código de letras AFS | FIPS código de país(es) SF        | Licença código chapa ZA                  |
| GS1 GTIN prefixo(s) 600-601     | UNDP códigos de país SAF | WMO códigos de país ZA            | ITU prefixos indicativo S8A-S8Z, ZRA-ZUZ |

## Ilhas Geórgia do Sul e Sandwich do Sul
| ISO 3166-1 numérico 239       | ISO 3166-1 alfa-3 SGS  | ISO 3166-1 alfa-2 GS              | ICAO cod aeroporto prefixo(s) EG  |
| E.164 cód tel(s) —            | COI cód país —         | TLD cod país .gs                  | ICAO aeronave regis. prefixo(s) — |
| E.212 Mobile código país(s) — | OTAN Cód três-letras — | OTAN Cód duas-letras (obsoleto) — | LOC MARC código(s) XS             |
| ITU Marítima ID (s) —         | ITU código de letras — | FIPS código de país(es) SX        | Licença código chapa —            |
| GS1 GTIN prefixo(s) —         | UNDP códigos de país — | WMO códigos de país —             | ITU prefixos indicativo —         |

## Sudão do Sul
| ISO 3166-1 numérico 728         | ISO 3166-1 alfa-3 SSD  | ISO 3166-1 alfa-2 SS              | ICAO cod aeroporto prefixo(s) —   |
| E.164 cód tel(s) +211           | COI cód país —         | TLD cod país —                    | ICAO aeronave regis. prefixo(s) — |
| E.212 Mobile código país(s) 659 | OTAN Cód três-letras — | OTAN Cód duas-letras (obsoleto) — | LOC MARC código(s) —              |
| ITU Marítima ID (s) —           | ITU código de letras — | FIPS código de país(es) —         | Licença código chapa —            |
| GS1 GTIN prefixo(s) —           | UNDP códigos de país — | WMO códigos de país —             | ITU prefixos indicativo —         |

## Espanha
| ISO 3166-1 numérico 724         | ISO 3166-1 alfa-3 ESP    | ISO 3166-1 alfa-2 ES              | ICAO cod aeroporto prefixo(s) LE, GC, GE |
| E.164 cód tel(s) +34            | COI cód país —           | TLD cod país .es                  | ICAO aeronave regis. prefixo(s) —        |
| E.212 Mobile código país(s) 214 | OTAN Cód três-letras —   | OTAN Cód duas-letras (obsoleto) — | LOC MARC código(s) SP                    |
| ITU Marítima ID (s) —           | ITU código de letras E   | FIPS código de país(es) SP        | Licença código chapa E                   |
| GS1 GTIN prefixo(s) 840-849     | UNDP códigos de país SPA | WMO códigos de país SP            | ITU prefixos indicativo AMA-AOZ, EAA-EHZ |

## Sri Lanka
| ISO 3166-1 numérico 144         | ISO 3166-1 alfa-3 LKA    | ISO 3166-1 alfa-2 LK              | ICAO cod aeroporto prefixo(s) VC  |
| E.164 cód tel(s) +94            | COI cód país —           | TLD cod país .lk                  | ICAO aeronave regis. prefixo(s) — |
| E.212 Mobile código país(s) 413 | OTAN Cód três-letras —   | OTAN Cód duas-letras (obsoleto) — | LOC MARC código(s) CE             |
| ITU Marítima ID (s) —           | ITU código de letras CLN | FIPS código de país(es) CE        | Licença código chapa CL           |
| GS1 GTIN prefixo(s) 479         | UNDP códigos de país SRL | WMO códigos de país SB            | ITU prefixos indicativo 4PA-4SZ   |

## Sudão
| ISO 3166-1 numérico 736         | ISO 3166-1 alfa-3 SDN    | ISO 3166-1 alfa-2 SD              | ICAO cod aeroporto prefixo(s) HS                |
| E.164 cód tel(s) +249           | COI cód país —           | TLD cod país .sd                  | ICAO aeronave regis. prefixo(s) —               |
| E.212 Mobile código país(s) 634 | OTAN Cód três-letras —   | OTAN Cód duas-letras (obsoleto) — | LOC MARC código(s) SJ                           |
| ITU Marítima ID (s) —           | ITU código de letras SDN | FIPS código de país(es) SU        | Licença código chapa SUD                        |
| GS1 GTIN prefixo(s) —           | UNDP códigos de país SUD | WMO códigos de país SU            | ITU prefixos indicativo 6TA-6UZ,SSN-SSZ,STA-STZ |

## Suriname
| ISO 3166-1 numérico 740         | ISO 3166-1 alfa-3 SUR    | ISO 3166-1 alfa-2 SR              | ICAO cod aeroporto prefixo(s) SM  |
| E.164 cód tel(s) +597           | COI cód país —           | TLD cod país .sr                  | ICAO aeronave regis. prefixo(s) — |
| E.212 Mobile código país(s) 746 | OTAN Cód três-letras —   | OTAN Cód duas-letras (obsoleto) — | LOC MARC código(s) SR             |
| ITU Marítima ID (s) —           | ITU código de letras SUR | FIPS código de país(es) NS        | Licença código chapa SME          |
| GS1 GTIN prefixo(s) —           | UNDP códigos de país SUR | WMO códigos de país SM            | ITU prefixos indicativo PZA-PZZ   |

## Svalbard e Jan Mayen
| ISO 3166-1 numérico 744         | ISO 3166-1 alfa-3 SJM  | ISO 3166-1 alfa-2 SJ              | ICAO cod aeroporto prefixo(s) —   |
| E.164 cód tel(s) +47            | COI cód país —         | TLD cod país .                    | ICAO aeronave regis. prefixo(s) — |
| E.212 Mobile código país(s) 242 | OTAN Cód três-letras — | OTAN Cód duas-letras (obsoleto) — | LOC MARC código(s) —              |
| ITU Marítima ID (s) —           | ITU código de letras — | FIPS código de país(es) SV, JN    | Licença código chapa —            |
| GS1 GTIN prefixo(s) —           | UNDP códigos de país — | WMO códigos de país SZ            | ITU prefixos indicativo —         |

## Essuatíni
| ISO 3166-1 numérico 748         | ISO 3166-1 alfa-3 SWZ    | ISO 3166-1 alfa-2 SZ              | ICAO cod aeroporto prefixo(s) FD  |
| E.164 cód tel(s) +268           | COI cód país —           | TLD cod país .sz                  | ICAO aeronave regis. prefixo(s) — |
| E.212 Mobile código país(s) 653 | OTAN Cód três-letras —   | OTAN Cód duas-letras (obsoleto) — | LOC MARC código(s) SQ             |
| ITU Marítima ID (s) —           | ITU código de letras SWZ | FIPS código de país(es) WZ        | Licença código chapa SD           |
| GS1 GTIN prefixo(s) —           | UNDP códigos de país SWA | WMO códigos de país SV            | ITU prefixos indicativo 3DA-3DM   |

## Suécia
| ISO 3166-1 numérico 752         | ISO 3166-1 alfa-3 SWE    | ISO 3166-1 alfa-2 SE              | ICAO cod aeroporto prefixo(s) ES                |
| E.164 cód tel(s) +46            | COI cód país —           | TLD cod país .se                  | ICAO aeronave regis. prefixo(s) —               |
| E.212 Mobile código país(s) 240 | OTAN Cód três-letras —   | OTAN Cód duas-letras (obsoleto) — | LOC MARC código(s) SW                           |
| ITU Marítima ID (s) —           | ITU código de letras S   | FIPS código de país(es) SW        | Licença código chapa S                          |
| GS1 GTIN prefixo(s) 730-739     | UNDP códigos de país SWE | WMO códigos de país SN            | ITU prefixos indicativo 7SA-7SZ,8SA-8SZ,SAA-SMZ |

## Suíça
| ISO 3166-1 numérico 756         | ISO 3166-1 alfa-3 CHE    | ISO 3166-1 alfa-2 CH              | ICAO cod aeroporto prefixo(s) LS         |
| E.164 cód tel(s) +41            | COI cód país —           | TLD cod país .ch                  | ICAO aeronave regis. prefixo(s) —        |
| E.212 Mobile código país(s) 228 | OTAN Cód três-letras —   | OTAN Cód duas-letras (obsoleto) — | LOC MARC código(s) SZ                    |
| ITU Marítima ID (s) —           | ITU código de letras SUI | FIPS código de país(es) SZ        | Licença código chapa CH                  |
| GS1 GTIN prefixo(s) 760-769     | UNDP códigos de país SWI | WMO códigos de país SW            | ITU prefixos indicativo HBA-HBZ, HEA-HEZ |

## Síria
| ISO 3166-1 numérico 760         | ISO 3166-1 alfa-3 SYR    | ISO 3166-1 alfa-2 SY              | ICAO cod aeroporto prefixo(s) OS         |
| E.164 cód tel(s) +963           | COI cód país —           | TLD cod país .sy                  | ICAO aeronave regis. prefixo(s) —        |
| E.212 Mobile código país(s) 417 | OTAN Cód três-letras —   | OTAN Cód duas-letras (obsoleto) — | LOC MARC código(s) SY                    |
| ITU Marítima ID (s) —           | ITU código de letras SYR | FIPS código de país(es) SY        | Licença código chapa SYR                 |
| GS1 GTIN prefixo(s) 621         | UNDP códigos de país SYR | WMO códigos de país SY            | ITU prefixos indicativo 6CA-6CZ, YKA-YKZ |